# María Isidra de Guzmán y de la Cerda

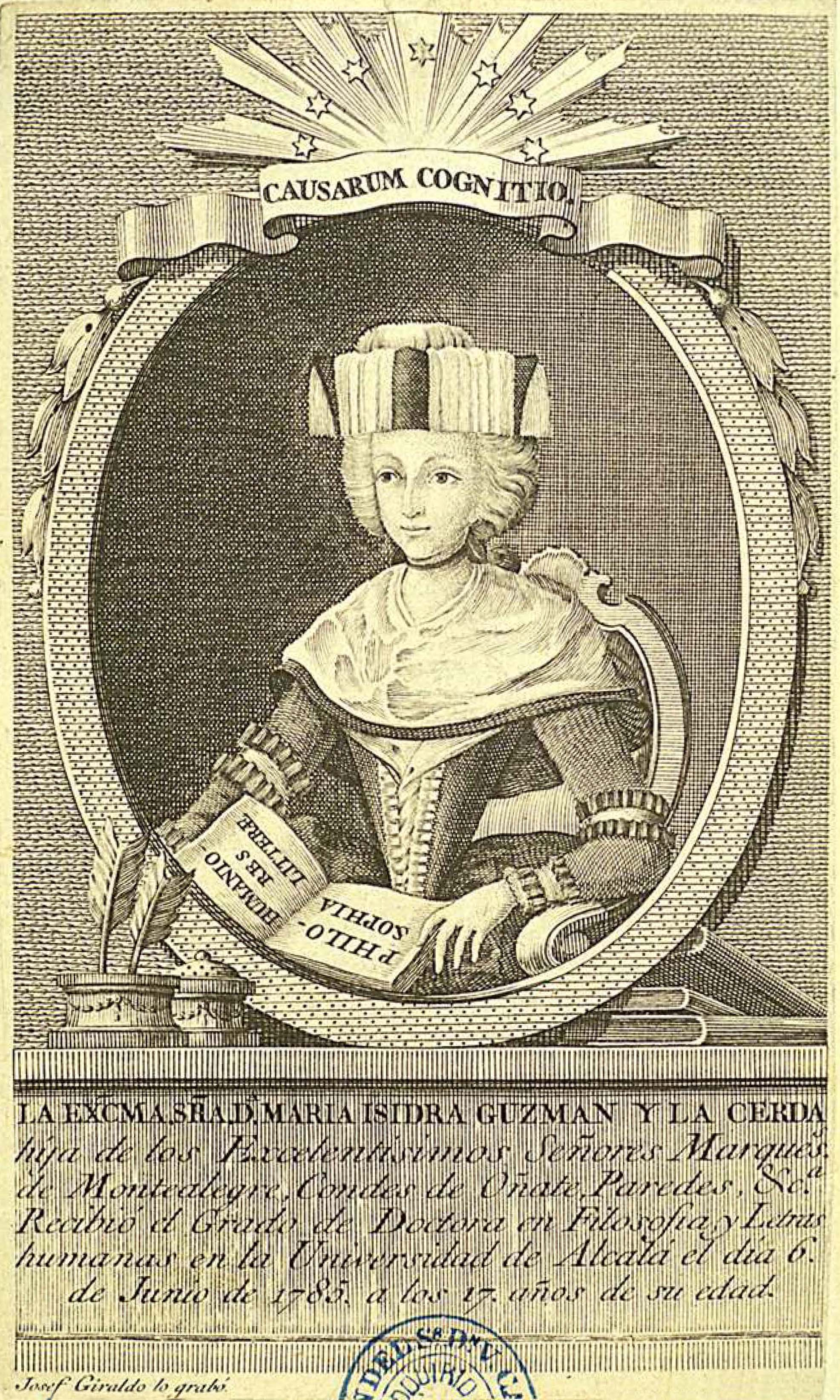
María Isidra de Guzmán y de la Cerda mit Doktorhut

María Isidra Quintina de Guzmán y de la Cerda, Marquésa de Guadalcázar e Hinojares, bekannt als doctora de Alcalá (Doktorin von Alcalá), (* 31. Oktober 1767 in Madrid, (Spanien); † 5. März 1803 in Córdoba (Spanien)) wurde als erste Frau in die Real Academia Española (Königliche Spanische Akademie) berufen. Sie war die erste Frau, die in Spanien den akademischen Grad eines Doktors erhielt.

## Familie
María de Guzmán stammte aus einer der bedeutendsten Familie des spanischen Hochadels. Ihre Mutter war María Isidra de la Cerda y Guzmán, Duquesa de Nájera und Condesa de Paredes de Nava. Ihr Vater war Diego Ventura de Guzmán y Fernández de Córdoba, Marqués de Montealegre, Conde de Oñate. Ihre Eltern führten zusammen sechzehn Adelstitel, von denen sechs mit der Grandeza de España verbunden waren. Ihre Mutter war Hofdame und ab 1793 Camarera mayor (~Obersthofmeisterin) der Königin. Ihr Vater war Kammerherr des Königs und Mayordomo mayor (~Hofmarschall) des Fürsten von Asturien. Er war Ritter des Ordens vom Goldenen Vlies. Die Familie pflegte enge Beziehungen zu König Karl III. Seit ihrer frühen Kindheit hatte María de Guzmán einen familiären Umgang mit dem König. María de Guzmán hatte vier Geschwister die, mit Ausnahme des jüngsten Bruders, Diego Isidro de Guzmán y de la Cerda, früh starben. Er erbte das Familienvermögen und die Adelstitel. Er war ab 1834 Mitglied des spanischen Senats.

## Ausbildung
Die Ausbildung María de Guzmáns lag in der Hand von Antonio de Almara. Über ihn ist wenig bekannt. Ihre Eltern förderten ihr Interesse an einer umfassenden Bildung, obwohl ihre Zukunft als Ehefrau, bei der solche Kenntnisse nicht erwartet wurden, durch einen Heiratsvertrag vorbestimmt war. Dieser Vertrag wurde im Jahr 1781 zwischen ihrem Vater und dem Vater ihres späteren Ehemannes abgeschlossen, als María de Guzman etwa 14 Jahre und ihr Bräutigam, Rafael Alfonso de Sousa de Portugal y Alfonso de Sousa, 10 Jahre alt waren. In dem Palacio de Oñate, dem Wohnsitz der Familie in Madrid, gab es eine gut ausgestattete Bibliothek, deren Manuskriptsammlung sich heute zum Teil in der Real Academia de la Historia befindet. Die umfangreiche Kunstsammlung hatte ein Vorfahre der Familie, Íñigo Vélez de Guevara y Tassis zusammengetragen. Er war Botschafter in Rom und Vizekönig von Neapel. In dem Palast fanden zwanglose Treffen (Tertulias) statt, in denen aktuelle Fragen der Politik, der Literatur und der Kunst diskutiert wurden. María de Guzman nahm an diesen Veranstaltungen seit früher Jugend teil und lernte so bedeutende Personen des Hofes und der Literatur kennen, die großen Einfluss auf ihre Bildung hatten.

## Mitglied der Real Academia Española
Ziel der Real Academia Española war die Erhaltung der Reinheit der Sprache, das bedeutet die Worte und Vokabeln der kastilischen Sprache in ihrer Beschaffenheit, Eleganz und Reinheit zu erhalten. Eine wichtige Aufgabe der Akademie war und ist die Herausgabe des Diccionario de la lengua española de la Real Academia Española (Wörterbuch der spanischen Sprache der Königlichen Spanischen Akademie), das sowohl grammatikalische als auch Rechtschreibstandards enthält.
König Karl III. wünschte, beeinflusst von der aufgeklärten Politik Frankreichs, so viele einflussreiche Menschen wie möglich für die kulturelle und politische Renaissance zu gewinnen. Er beschloss die spanischen Frauen in diese Bewegung einzubeziehen. Genauer gesagt, die Frauen der Aristokratie. Ihm gefiel der Vorschlag, eine Frau mit der Mitgliedschaft in der Königlichen Akademie der Sprache zu ehren. Die Akademie hatte 24 Académicos de número (ordentlichen Mitglieder) die auf Lebenszeit gewählt waren. Beim Tod eines Mitgliedes wurde sein Platz durch Kooptation neu besetzt Außer den ordentlichen Mitgliedern konnten Ehrenmitglieder gewählt werden. Offenbar auf Wunsch König Karls III. schlug José Joaquín de Silva y Sarmiento, Marqués de Santa Cruz, der Direktor der Real Academia Española den Mitgliedern vor, María de Guzmán zum Ehrenmitglied zu wählen. Das Akademiemitglied Gaspar Melchor de Jovellanos unterstützte die Kandidatur. In geheimer Abstimmung stimmten die 24 Mitglieder für die Aufnahme der erst siebzehn Jahre alten María de Guzmán als Ehrenmitglied. Die Ehrenmitgliedschaft wurde damals als Vorstufe zu einer ordentlichen Mitgliedschaft gesehen.
In der Academia Española hielt María de Guzmán einen Vortrag, der bis heute in den  Archiven der Institution und einigen anderen Bibliotheken erhalten ist. Die Abhandlung trägt den Titel: Dankesrede die María Isidra Quintina Guzmán y la Cerda Tochter der Exzellenzen des Markgrafen und der Markgräfin von Monte-Alegre, Graf und Gräfin von Oñate und von Paredes, Herzog und Herzogin von Nájera u.s.w. vor der Real Academia Española hielt, als sie am 28. Dezember 1784 als Mitglied in die Real Academia aufgenommen wurde. Der Vortrag wurde von Joachim Ibarra, Drucker des Hofes Seiner Majestät und der Real Academia Española gedruckt.
Zum ersten regulären weiblichen Mitglied der Real Academia Española wurde nahezu 200 Jahre später, im Jahr 1978, Carmen Conde Abellán gewählt, die am 28. Januar 1979 ihre Antrittsrede hielt.

## Promotion
Drei Monate nach der Aufnahme in die Real Academia Española wurde vorgeschlagen, dass María de Guzmán den Doktorgrad an der Universität von Alcalá de Henares anstreben solle, um zu zeigen, dass auch eine Frau die Fähigkeiten habe diesen akademischen Grad zu erreichen. Ihr Vater richtete eine Anfrage an den Secretario del Despacho de Estado (~ Ministerpräsident) Conde de Floridablanca der nur fünf Tage brauchte, um die Universität zu benachrichtigen, dass der König in Anbetracht der besonderen Umstände und da Seine Majestät von den überragenden Fähigkeiten der María de Guzmán erfahren hat erlaubt, dass die Abschlüsse in Philosophie und Letras Humanas (~klassische Sprachen und klassische Literatur) von dieser Universität an diese Dame vergeben werden.
Die Prüfung zur Erlangung des Doktorgrades fand am 5. Juni 1785 in Alcalá de Henares statt. María de Guzmán wurde von dem Palast des Erzbischofs, in dem sie während ihres Aufenthaltes in Alcalá untergebracht war, durch den Rektor und dem Kanzler der Universität in einer Kutsche abgeholt. Voraus ritten Soldaten des Hauses Oñate mit Pauken und Trompeten.
Die öffentliche Prüfung, durch die Vollversammlung der Professoren, fand in der ehemalige Kirche der Jesuiten statt, die in einen Festsaal umgewandelt worden war. María de Guzmán hielt einen Vortrag über einen Text von Aristoteles aus dem dritten Kapitel des Buches De Anima. Geprüft wurden dann die Fächer Griechisch, Latein, Französisch, Italienisch, Spanisch, Rhetorik, Mythologie, Geometrie, Allgemeine Philosophie, Logik, Ontosophie, Theosophie, Psychologie, Allgemeine Physik, Besondere Physik, Abhandlung über die Tiere, Abhandlung über die Pflanzen, Weltsysteme, Ethik. María de Guzmán bewies in der mündlichen Prüfung ihre umfassenden Kenntnisse, Scharfsinnigkeit und Geschick so wie ihr einzigartiges Gedächtnis. Sie drückte sich in allen Sprachen, in denen sie geprüft wurde, treffend aus. Die Prüfer stellten fest, dass sie die Prüfung Cum laude bestanden habe. Das war die beste Bewertung die damals vergeben wurde.
Die Verleihung des Doktorgrades fand am nächsten Tag statt. Nach der Zuerkennung des Doktorgrades und der Übergabe des Doktorhutes wurde María de Guzmán zur Ehrenprofessorin der modernen Philosophie, zur ständigen Beraterin der Universität und Prüferin im Ausbildungsgang Philosophie ernannt. In dieser Nacht feierte ganz Alcalá ein Fest mit beleuchteten Straßen und Fassaden, mit Musik und Glockengeläut. Alle Zeitungen der Zeit, berichten über die außergewöhnliche Begebenheit. Es wurde eine Gedenkmünze geprägt, die an dieses Ereignis erinnern sollte.

## Weitere Entwicklung
Es folgten die Ehrenmitgliedschaft in der Real Sociedad Vascongada de Amigos del País im Juli 1785 und in der Sociedad Económica Matritense, in der sie am 25. Februar 1786 ihren Antrittsvortrag hielt. Sie war auch Ehrenmitglied der Kaiserlichen Akademie in Sankt Petersburg.
Im Alter von 21 Jahren heiratete María de Guzmán am 9. September 1789 Rafael Alfonso de Sousa de Portugal, der zu diesem Zeitpunkt noch keine 18 Jahre alt war. Die veränderte kulturelle und politische Situation in Madrid nach dem Tod König Karls III. und die Revolution in Frankreich, veranlasste das Ehepaar nach Córdoba zu ziehen. Hier brachte María de Guzmán ihre vier Kinder, Rafael (1791–1812), María Magdalena (1793–1840), Luisa Rafaela Carlota (1795–1852) und Isidro (1797–1870) zur Welt. María de Guzmán starb im Alter von 35 Jahren am 5. März 1803. Sie wurde, auf eigenen Wunsch ohne jeden Pomp, in der Kirche Santa Marina de Aguas Santas in Córdoba beigesetzt.

## Bewertung aus heutiger Sicht

### Ehrenmitglied der Akademie
Zur Zeit der Berufung zum Ehrenmitglied der Real Academia Española hatte María Isidra de Guzmán keine literarischen Werke geschaffen oder außerordentliche Kenntnisse der kastilischen Sprache nachgewiesen, die eine Berufung rechtfertigten. Ihre später gehaltenen und im Druck erschienenen Vorträge, wie die vor der Academia Española und der Real Sociedad de Amigos del País, können nicht als solche angesehen werden. Ihre Übersetzungen der griechischen Klassiker stammten aus einer französischen Version. Es ging also nur um die Ehrung einer Frau und der Familie der hohen Aristokratie, nicht um die Anerkennung der Fähigkeiten, die nur vermutet werden konnten. Es gab zu dieser Zeit eine ganze Reihe von Frauen die durch literarische Leistungen und eigene Ideen über die Bedeutung der Frau in der spanischen Gesellschaft diese besser repräsentierten (z. B. Josefa Amar y Borbón). María Isidra de Guzmán hat später an keiner Sitzung der Real Academia Española teilgenommen.

### Promotion
Die Möglichkeit ihre Kenntnisse und Fähigkeiten in einem formalen Verfahren darstellen zu können verdankte María Isidra de Guzmán einer Anordnung des Königs. Anderen Frauen, die nicht diese Fürsprache hatten, war dies verwehrt. In der öffentlich durchgeführten Prüfung zeigte sich, dass die Kandidatin sehr umfangreiche Kenntnisse in allen angesprochenen Bereichen hatte. Ihr wurde daher der Doktorgrad zugesprochen. Die Anerkennung der Fähigkeiten einer Frau sollte nach dem Willen des Königs anderen Frauen einen Anreiz geben eine höhere Bildung anzustreben. Durch die persönlichen und familiären Umstände bot Maria de Guzmán eine Garantie dafür, dass sie, wenn sie den Grad erreicht hatte, erneut in den elterlichen Schoß zurückkehrte und sich vorbereitete, um zu gegebener Zeit ihre Rolle als Ehefrau und Mutter zu spielen. Aus heutiger Sicht war der besondere Einzelfall der Verleihung des Doktorgrades an María Isidra de Guzmán genau das Gegenteil einer ernsthaften Würdigung der Verdienstes der spanischen Frauen. Ohne eine Zulassung aller Frauen zum Studium und der Möglichkeit ihre Fähigkeiten und Kenntnisse nachzuweisen, wurden ihnen die Anerkennung vorenthalten.

## Ehrungen im 21. Jahrhundert

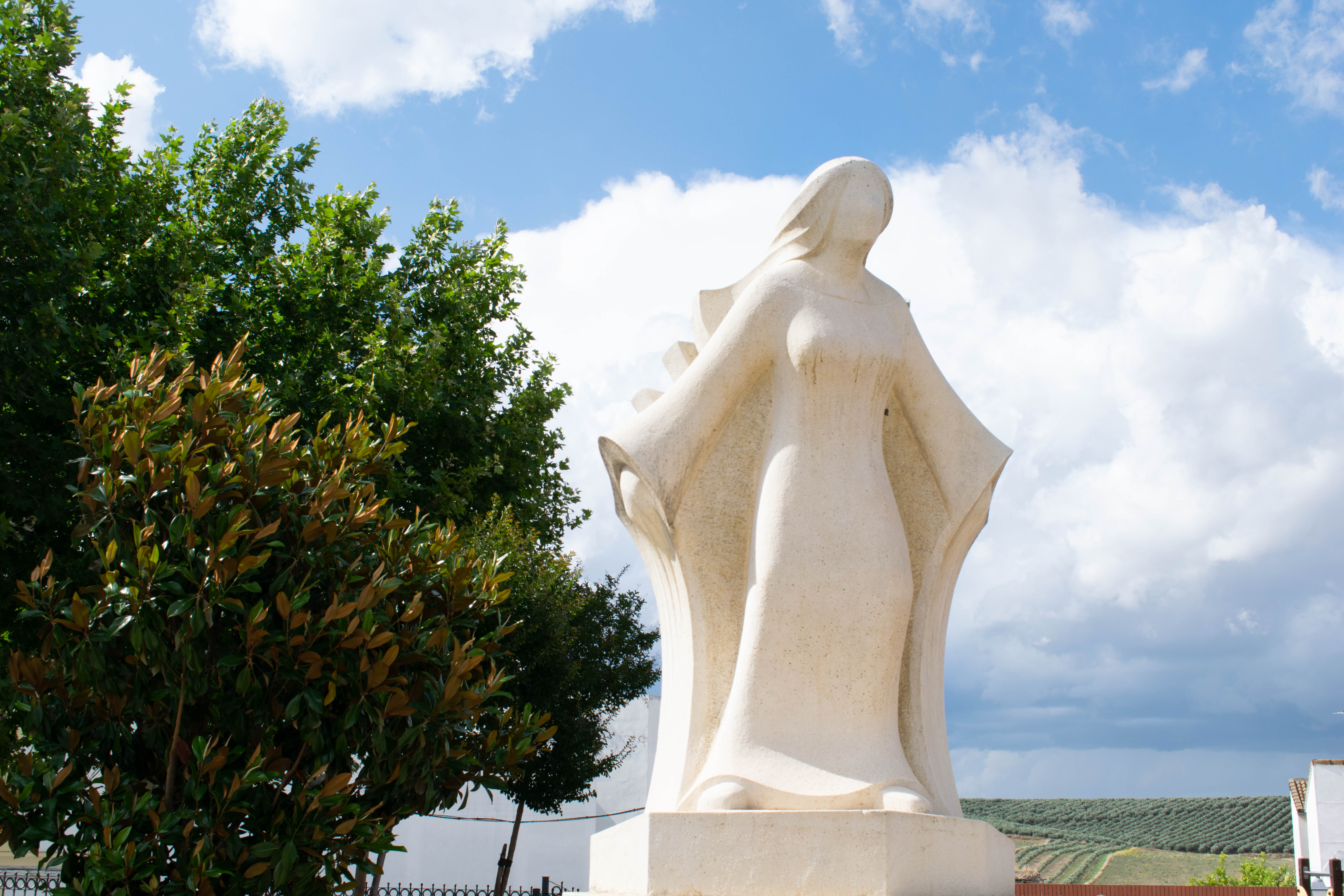
Skulptur von María Isidra de Guzmán auf der Plaza de España in Guadalcázar, 2020

- Anlässlich ihres zweihundertsten Todestages wurde ihr 2003 in Guadalcázar ein Denkmal errichtet und eine Straße nach ihr benannt.[18]
- Zu ihrer Erinnerung sind die Straße Doctora de Alcalá, die Straße María de Guzmán und ein Gesundheitszentrum in Alcalá de Henares nach ihr benannt.[19]
- In Burgos erinnert die Calle María Isidra de Guzmán an sie.
- Seit 1992 wird alle zwei Jahre der Premio de Investigación María Isidra de Guzmán (Forschungspreis María Isidra de Guzmán) vom Stadtrat von Alcalá de Henares zum Gedenken an den 6. Juni 1785 vergeben, an dem zum ersten Mal eine Frau in Spanien promoviert wurde.[20]
- An der Universität Alcalá wurde das Maria-De-Guzman-Hörsaalgebäude nach ihr benannt.[21]

## Originaltexte
1. ↑  Sockelinschrift: LA EXCMA SRA. D.A MARIA ISIDRA GUZMAN Y LA CERDA / hija de los Excelentísimos Señores Marques,s / de Montealegre, Condes de Oñate, Paredes, &c.a / Recibió el Grado de Doctora en Filosofia y Letras / humanas en la Universidad de Alcalá el día 6. / de junio de 1785, a los 17 años de su edad
Ihre Exzellenz Frau María Isidra Guzmán y de la Cerda / Tochter ihrer Exzellenzen der Markgrafen / von Montealegre, Grafen von Oñate, Paredes u.s.w. / Erhielt den Grad eine Doktorin der Philosophie und der klassischen Sprachen an der Universität von Alcalá am 6. / Juni 1785 im Alter von 17 Jahren
2. ↑  Oración del género eucarístico que hizo a la Real Academia Española la excelentísima señora doña María Isidra Quintina, Guzmán y La Cerda, hija de los excelentísimos señores marqueses de Monte-Alegre, condes de Oñate y de Paredes, duques de Nájera etc. En el día 28 de diciembre del año de 1784, en que fue incorporada por socia de dicha Real Academia.
3. ↑   griego, latín, francés, italiano, español, retórica, mitología, geometría, geografía, filosofía en general, lógica, ontosofía, teosofía, psicología, física en general, física en particular, tratado sobre los animales, tratado sobre los vegetales, sistemas del orbe, esfera armilar y ética